# Chrysopa adnixa
Chrysopa adnixa là một loài côn trùng trong họ Chrysopidae thuộc bộ Neuroptera. Loài này được Esben-Petersen miêu tả năm 1913.